# Okręg wyborczy South West Hertfordshire
Okręg wyborczy South West Herfordshire powstał w 1950 roku i zgodnie ze swą nazwą obejmuje południowo-zachodnią częśc hrabstwa Hertfordshire.

## Deputowani do brytyjskiej Izby Gmin z okręgu Soth West Hertfordshire
- 1950-1974: Gilbert Longden, Partia Konserwatywna
- 1974–1979: Geoffrey Dodsworth, Partia Konserwatywna
- 1979–2005: Richard Page, Partia Konserwatywna (wybrany w wyborach uzupełniających)
- 2005-2019: David Gauke, Partia Konserwatywna, od września 2019 poseł niezależny
- 2019- : Gagan Mohindra, Partia Konserwatywna[2]